# Leo Grills
Leo „Lucky“ Grills OAM (* 26. Mai 1928 in Hobart, Tasmanien; † 27. Juli 2007 in Queensland) war ein australischer Schauspieler.
Grills wurde durch seine Hauptrolle in der australischen Fernsehserie Bluey bekannt. Seine Karriere begann 1968 mit dem Fernsehfilm The Battlers. Seinen letzten Auftritt hatte er 2006 in der Fernsehserie Meine peinlichen Eltern. Im Laufe seiner Karriere spielte Grills überwiegend in australischen Fernsehserien.
Für seine Verdienste in der Unterhaltungsindustrie und für die Gemeinschaft durch wohltätige Organisationen wurde er 2001 mit der Medaille des Order of Australia ausgezeichnet. Im gleichen Jahr erhielt er die Centenary Medal.

## Filmografie (Auswahl)
- 1968: The Battlers
- 1976–1977: Bluey (Fernsehserie, 39 Episoden)
- 1984: A Country Practice (Fernsehserie, 12 Episoden)
- 1987: Outback Vampires
- 1990: The Last Crop
- 2006: Meine peinlichen Eltern (Mortified, Fernsehserie, 1 Episode)